# 馬爾庫斯·克勞狄烏斯·馬塞盧斯 (前222年執政官)
馬爾庫斯·克勞狄烏斯·馬塞盧斯（英語：Marcus Claudius Marcellus），（前268年—前208年），獲得<羅馬之劍>的美稱。他于公元前222年，公元前215年，公元前210年，公元前208年任执政官。公元前222年他为山南高卢胜利举行凯旋式，慶祝该战中以单打独斗斩杀了一个高盧大部族的酋长，類似功績羅馬史上僅三人獲得，另外兩人其一是羅馬傳說中的建城者，國王羅慕路斯，另一是前三巨頭克拉蘇之孫，執政官馬可斯‧李錫尼烏斯‧克拉蘇。之后与汉尼拔进行第二次布匿战争时，他表现突出，與費邊·馬克西姆斯並列羅馬兩大支柱。公元前211年，敘拉古倒向迦太基，西西里生變，他率領四個軍團長期圍攻敘拉古城，與阿基米德發明的各種城防機械對抗，經過多次失敗的攻城戰後，終於攻占叙拉古，馬克盧斯本欲善待阿基米德，但阿基米德在亂軍中不幸意外被殺。前208年，在一次對抗迦太基人的戰鬥，中了漢尼拔安排的的伏兵被杀。